# HMS Tracker (1941)
HMS Tracker (D24)—(HMS Трэкер) эскортный авианосец типа «Эттакер», который был построен в США, но служил в Королевском военно-морском флоте Соединенного Королевства во время Второй мировой войны. Авианосец участвовал в боевых действиях в Атлантике (1943—1944), Арктике (1944) и Нормандии (1944), затем он использовался в качестве перевозчика самолётов. А после окончания войны он был переоборудован в торговое судно.

## Конструкция
Все корабли имели экипаж из 646 человек и общую длину 151,1 м, ширину 21,2 м и осадку 7,5 м. Силовая установка состояла из двух паровых турбинами, работающих на один вал, выдающих мощность в 8500 лошадиных сил (л. с.). Это обеспечивало кораблю скорость в 17-18 узлов (31 км/ч).
Вооружение кораблей было сосредоточено на противовоздушной обороне и состояло из двух одиночных 4-дюймовых зенитных орудий, восьми 40-мм пушек «Бофорс» в спаренных установках и двадцать одной 20-мм автомата «эрликон» в одиночных или спаренных установках. На практике все корабли имели несколько отличающееся друг от друга вооружение.
Все эскортные авианосцы имели вместимость до 24 противолодочных самолётов и истребителей, например: британские Hawker Sea Hurricane, Supermarine Seafire и Fairey Swordfish, а также американские Grumman Wildcat, Vought F4U Corsair и Grumman Avenger. Точный состав авиагруппы зависел от поставленной перед авианосцем цели.
Надстройка авианосца состояла из небольшого острова с мостиком управления полетами, размещавшегося по правому борту над полетной палубой. Остров имел размеры 137 на 37 м. Авианосец оснащался двумя самолётными подъемниками размером13 на 10 м, одной катапультой и девятью тросами аэрофинишеров. Самолёты размещались в ангаре размером 79 на 19 м под полетной палубой.

## История
Трекер был заложен 3 ноября 1941 года по контракту Морской комиссией США (MARCOM), судостроительной корпорацией Сиэтл-Такома в Такоме, штат Вашингтон. Первоначально он должен был стать торговым судном для компании Moore-McCormack Lines, Inc. однако до завершения строительства судно было приобретено Военно-морским флотом США. В 1942 году он получил обозначение BACV-6 и был преобразован в эскортный авианосец на фирме Willamette Iron & Steel, Портленд, штат Орегон. Корабль был спущен на воду 7 марта 1942 год и введен в строй 31 января 1943 года; он был передан Королевскому флоту и переименован в HMS Tracker.
Трекер служил в качестве эскорта в 1943—1944 годах для североатлантических и арктических конвоев. Первоначально он нёс торпедоносцы Swordfish и истребители Seafire из 816 эскадрильи морской авиации; в январе 1944 года он перешёл на Grumman Avenger и Grumman Wildcat из 846 эскадрильи морской авиации. В апреле 1944 года его самолёты вместе с самолётами с HMS Activity потопили немецкую подводную лодку U-288 к востоку от острова Медвежий во время эскортирования конвоя JW-58.
10 июня 1944 года, находясь в составе противолодочного прикрытия командования западных подходов для высадки десанта во время «Дня Д», Трэкер столкнулся с Фрегатом типа «River» Королевского канадского флота HMCS Teme, причинив ущерб обоим кораблям. HMS Tracker продолжал действовать, несмотря на повреждения носовой части корабля, до 12 июня 1944 года. После этого он был отремонтирован и частично переоборудован в Ливерпуле до 7 сентября 1944 года. 8 декабря 1944 года корабль отплыл в США для использования в качестве транспорта самолётов и провел остаток войны, перевозя самолёты и личный состав в Тихом океане.
В августе 1945 года он совершил последний рейс в Великобританию, а в ноябре 1945 года возвращен в состав ВМС США. Он был продан в ноябре 1946 года и поступил на службу как торговое судно Corrientes, с портом приписки в Аргентине. Трэкер был списан в 1964 году.